# ワニガメ
ワニガメ（鰐亀、Macrochelys temminckii）は、カメ目カミツキガメ科ワニガメ属に分類されるカメ。現生種では本種のみでワニガメ属を構成する。

## 分布
アメリカ合衆国（アイオワ州南東部、アラバマ州南部、イリノイ州南西部、オクラホマ州東部、カンザス州、ケンタッキー州西部、ジョージア州南部、テキサス州東部、テネシー州西部、フロリダ州北西部、ミシシッピ州、ミズーリ州東部および南西部、ルイジアナ州）固有種

## 形態
最大甲長80センチメートル。体重113キログラム（143キログラムや183キログラムとする文献もあり）。メスよりもオスの方が大型になる。背甲の甲板には凹凸や皺が入る。椎甲板と肋甲板には筋状の盛りあがり（キール）が非常に発達する。現生種では唯一、肋甲板と縁甲板の間に3 - 8枚（主に3枚）の甲板（上縁甲板）がある。背甲の色彩は黄褐色や暗褐色・暗灰色。背甲と腹甲の継ぎ目（橋）は非常に細い。腹甲の色彩は灰褐色や暗灰色。
頭部は非常に大型。眼窩は大型。吻端は突出し、顎の先端は鉤状に尖る。舌に灰色の肉質の器官があるが、血流によって赤やピンク色に変色する。個体変異もあり成体でもピンク色の個体や、幼体でも暗色な個体もいる。側頭部や頸部には棘状突起がある。頭部や頸部背面の色彩は灰色や黒、黄褐色で、腹面の色彩は灰色や黄褐色。尾背面は3列の棘状鱗、腹面は不規則な小型鱗で覆われる。同じくカミツキガメ科のカミツキガメと同様に、噛み付く力が非常に強く、人間の指を食いちぎることもできるほどである。ただし、ワニガメはカミツキガメよりも攻撃性は低く、人間の方から手を出さない限りは人間に噛み付くことはほとんどないとされる。
卵は直径3 - 5.1センチメートルの球形で、殻は白く硬い。幼体は舌にある肉質の器官の先端が枝分かれし、色彩はピンク色。成長に伴い肉質器官は分枝が無くなり、色彩が黒ずむ。

## 分類
ワニガメ属は北アメリカ大陸広域に分布していたが、寒冷化に伴い北アメリカ大陸北部および西部に分布していた化石種は絶滅した。
2014年に形態とミトコンドリアDNAの分子系統解析からアラバマ州とジョージア州、フロリダ州のChoctawhatchee川とOchlockonee川の個体群をM. apalachicolae、ジョージア州とフロリダ州のSuwannee川流域の個体群をM. swanniensisとして分割する説が提唱された。一方で2015年にM. apalachicolaeは本種のシノニムとする説も出ている。
種小名temminckiiはCoenraad Jacob Temminckへの献名。

## 生態
主にやや水深のある河川や三日月湖を含む湖・水路に生息し、やや水深のある河川の周囲にある池沼や湿原にも生息する。汽水域に生息する事もある。底質が泥で水生植物の繁茂した環境を好む。完全水生で、産卵時のメスを除いて陸に上がる事はほとんどない。
動物食傾向が強く、Centrarchus属・Dorosoma属・Lepomis属・オオクチバス属Micropterus・Pomoxis属などの魚類、両生類、爬虫類、鳥類、哺乳類、甲殻類、貝類、動物の死骸など口に入る機会があれば様々なものを食べる。一方でカシ類やシイ類の果実、カキ・ペカン・ヤシなどの植物質なども食べる。動物食傾向が強いが、時期によって植物食傾向が強くなる個体もいる水底で獲物を待ち伏せたり夜間に徘徊し採食を行う。昼間は舌にある肉質の器官（ルアー）を動かして、魚類をおびきだし捕食する事もある。
繁殖形態は卵生。ジョージア州やフロリダ州の個体群は4 - 7月に卵を産む。昼間に水場から70メートル以上離れた陸上に下半身が埋まる大きさの穴を掘り、さらにその中に産卵巣を掘る。1回に8 - 52個の卵を産む。野生下では卵は100 - 140日で孵化する。
噛む力は強く、人間の指くらいなら噛みちぎるほどである。

## 人間との関係
日本では定着した場合に在来の生物相に影響を与えるおそれがあることから、2005年に要注意外来生物に指定されている。2015年に環境省の生態系被害防止外来種リストにおける定着を予防する外来種（定着予防外来種）のうち、その他の定着予防外来種に指定されている（それに伴い要注意外来生物は廃止された）。
開発による生息地の破壊、水質汚染、食用やペット目的の乱獲などにより生息数は減少している。2006年にアメリカ合衆国の個体群はワシントン条約附属書IIIに掲載された。
ペットとして飼育される事もあり、日本にも輸入されていた。日本では2000年に改正動物愛護法によりかみつきがめ科（カミツキガメ科）単位で特定動物に指定され、飼育にあたり地方自治体の許可が必要となった。以前は流通量が多かったが、特定動物に指定されたことなどにより2020年からは新たにペットとして飼育することが禁止されており、流通量は激減した。

## 画像

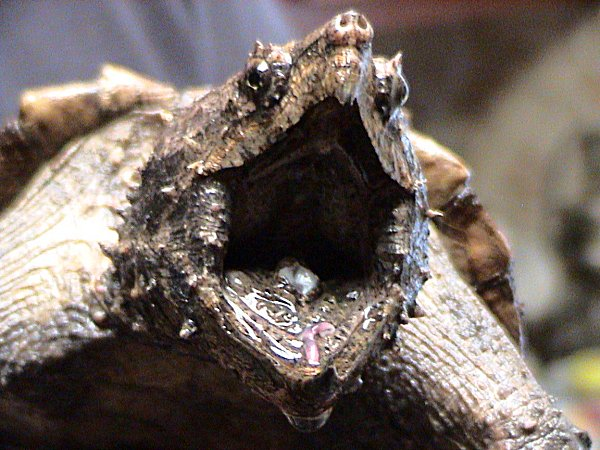
頭部